# 教宗恩狄
教宗聖恩狄（拉丁語：Sanctus Eutychianus PP.；228年6月—283年12月7日）自275年1月4日至283年12月7日為教宗。

## 译名列表
- ：香港天主教教區檔案　歷任教宗 作恩狄。
- ：香港聖德肋撒堂 聖人傳記 （页面存档备份，存于）和香港聖文德堂 （页面存档备份，存于）作歐帝欽